# NGC 3713
NGC 3713 é uma galáxia elíptica (E-S0) localizada na direcção da constelação de Leo. Possui uma declinação de +28° 09' 14" e uma ascensão recta de 11 horas, 31 minutos e 41,9 segundos.
A galáxia NGC 3713 foi descoberta em 11 de Abril de 1785 por William Herschel.